# 指詰め

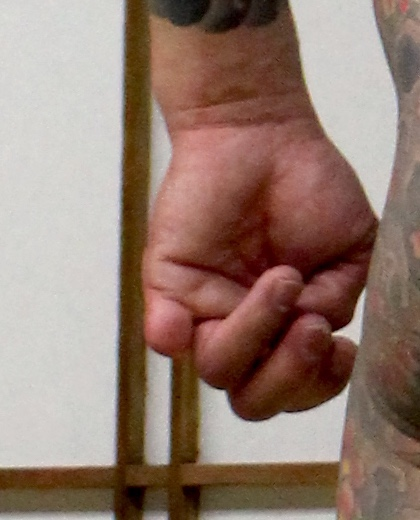
小指の第二関節から先が無いヤクザ

指詰め（ゆびつめ）とは、指を刃物で切断する行為である。主に暴力団に見られる慣習であり、反省、抗議、謝罪などの意思表示として用いられ、エンコ詰めともいう。

## 概要
切断する指は主に小指や薬指が選ばれる。切断する前に指はあらかじめ氷水などで冷やすか局所麻酔で感覚を失わせておく。切断時はまな板等に手の平を表にして載せ、一関節分を刃物で一気に切断する。文房具の裁断機を利用することも可能である。
暴力団からの離脱や社会復帰を困難なものにする行為であるため、暴力団対策法第20、21条では指定暴力団員が他の組員に指詰めを強要等をすることを禁止している。公安委員会は指詰めを強要する指定暴力団員に対して中止命令措置等を発することができ、その中止命令措置等に反した指定暴力団員は1年以下の懲役又は50万円以下の罰金の刑事罰が規定されている。過去に配下の組員に指詰めを強要した事件では傷害罪や強要罪の容疑で暴力団幹部が逮捕された例がある。
社会復帰の際の対策として、指にキャップをかぶせたり、精巧な人工の擬似指をつける他、近年では足指を移植する手術を行うことがある。

## 手段

### 反省の手段
日本の暴力団に見られる慣習で、組織の掟を破った構成員に対して科す。慣例的に詰める割合は、三寸とも三分とも。
昭和時代までの暴力団は、主に日本刀を武器として用いていた。小指を詰めれば、刀の柄を握る力が半減する。そのため、指を詰めることは即ち「ヤクザとしての大事なものを相手に差し出すほどの深い反省」を意味している。また、どんなに切っても箸や鉛筆が持てるように利き手の三本指だけは残すとも言われる。2015年の時点の暴力団員の証言によると、金のない組員が指を詰めるといい、そのまま縫合してもらえるので病院の屋上で行うことがあるという。指はホルマリン漬けにしてガラスビンに保管しておくというが、カタギに見えないと仕事がしにくいため基本的にはやることが少なく、暴力団員にとっては指詰めはされた側が必ず許さなければならないほど重い行為だ、とも証言している。
このような指詰めは罰として強要されるものとは限らず、掟を破った者が指詰めよりも重い罰から逃れることを期待して、反省の意思を示すために自発的に行う場合もある。
しかし、暴力団組織からの脱退や上述のように反省を表す手段としては、暴力団対策法等で禁じられていることもあり半ば廃れつつあるという。また暴力団組織もバブル崩壊後の不況や暴力団対策法等での警察の締め付けの影響は大きく、「指を落としても一円の金にもならない」という声もあり、示談金の組への支払いでその代償とすることが増えているという。

### 仲裁の手段
自分が直接責任のない問題の責任を被る時や、対立する暴力団同士を和解させる時に、指を詰めることで自分の誠意を示し、問題を仲裁することがある。このような目的で切り落とした指は「生き指」と呼ばれ、反省を示すために切り落とした指である「死に指」とは区別される。

### 抗議の手段
日本及び韓国の極右・民族主義運動が好んで行う。古くは日韓併合に抗議する義兵運動、最近では反日的と目された政治家への抗議として、また竹島の日制定に抗議する運動で行われた。
切り落とした指を抗議先に送りつける場合もある。

## 背景
暴力団は一般に『一家』などの呼名にも見られるように、擬似家族の関係を結んでいる。現実の家族でない以上、情を疑わせる行為があれば、目に見える形で情を示してもらわなくてはならないという思想から。

## 江戸時代の指詰め
古来から誓約の証として自身の体を傷つける行為が行われており、その行為の中に指詰めも見られた。
誓いだてに指を切らせた例として、井原西鶴の『武道伝来記』で泉川修理大夫が妻の不倫を疑い、「密夫なければ諸神誓文に五つの指を自ら離せ」といって、裸にし、指を断たせたことが見える。また吉原遊女が常連客に「一途であること」を示すために自分の小指を切って送ることがあった。ただしこの際に新粉（しんこ、米粉の餅）細工の作り物や、首切り役人から死体の指を調達して自分の指として送る例も見られた。売れっ子の花魁はその行為は「粋ではない」とし、「離れるなら離れればいい。身請けされる時にみっともない。」と決して行わなかった。身請けをされる見込みがない遊女は逆に必死になり、間男や惚れた男に誓いを立てていた。

## その他
- 映画『極道記者2』では抗争の毎に自身が指を詰めることで争いを収めている暴力団の抗争の仲裁人、徳大寺を佐藤慶が演じた。
- 主に関西地域では、ドアなどに指を挟んでしまうことを『指を詰める』と言う場合もある。地下鉄を含む関西の鉄道各社では、かつては車両のドアには『ゆびづめにごちゅうい👉』といったステッカーなどが貼付されていたが、ドアに指を挟むことを『指詰め』とする表現は全国的には馴染みがなかったことや、映画などのイメージもあり、1980年代に入ると各社とも『ドアにごちゅうい👉』などといった平易な表現に改めている。関西の交通機関では京都バスが未だに『指づめ』という表現を用いているが、今後も変更する予定はないと公表している[3]。